# Обермайер, Хуго
Хуго Обермайер (нем. Hugo Obermaier; 29 января 1877, Регенсбург — 12 ноября 1946, Фрибур, Швейцария) — известный археолог, антрополог, исследователь доисторической эпохи, преподававший в различных крупных европейских вузах. Его работы посвящены, в частности, распространению человечества в Европе во время последнего оледенения, особенно в связи с пещерным искусством франко-кантабрийского региона. Обермайер известен тем, что отказался поставить свои работы на службу националистической и расистской идеологии Германии 1930-х гг. (за что, в частности, его труды ценили в тогдашнем СССР).

## Биография
Провёл детство и ранние студенческие годы в Регенсбурге. В 1900 г. был посвящён в сан. В 1901—1904 гг. изучал в Вене доисторическую археологию, физическую географию, палеонтологию, этнологию, германскую филологию и человеческую анатомию. В 1904 г. защитил докторскую диссертацию на тему «Распространение человечества в ледниковом периоде в Центральной Европе». Всего через 4 года получил должность свободного университетского лектора в Вене, несмотря на противодействие своего бывшего учителя Альфреда Пенка.
В 1911 г. получил должность профессора в новообразованном Институте палеонтологии человека в Париже, в котором находился до начала 1-й мировой войны. В это время сотрудничал с Вернертом и Анри Брейлем при раскопках пещер Эль-Кастильо и Ла-Пасьега в Кантабрии. В Испании (1914) принял решение перейти на работу в Национальный музей естественных наук в Мадриде. В 1922 г. перешёл на профессорскую должность в Университет Комплутенсе в Мадриде.
Участвовал в раскопках Альтамиры в 1924—1925, в 1930-е гг. выпустил несколько совместных публикаций с Брейлем. Также сотрудничал с Фробениусом в изучении наскальных изображений южного Орана в 1925 г.
В 1933 г. отказался вернуться в нацистскую Германию, а после поражения испанских республиканцев в 1939 г. переехал в Швейцарию, где получил профессорскую должность во Фрибуре.

## Избранный список публикаций
- (соавтор — Franz Xaver Kießling) 'Das Plateaulehm-Paläolithikum des nordöstlichen Waldviertels von Niederösterreich' Mitteilungen der Anthropologischen Gesellschaft in Wien 41, 1911, p. 51ff.
- Der Mensch der Vorzeit. (Allgemeine Verlags-GmbH Berlin, München & Wien) (no year — about 1912).
- (соавторы — Henri Breuil & H. Alcalde Del Río) La Pasiega à Puente Viesgo, Ed. A. Chêne (Mónaco, 1913).
- (соавтор — Leo Frobenius) Hadschra Maktuba. Urzeitliche Felsbilder Kleinafrikas. Part 1 (of 6). (Kurt Wolff Pantheon-Verlag für Kunstwissenschaft Florenz, Pantheon und München, 1925).
- (соавтор — Carl Walter Heiss) Iberische Prunk-Keramik vom Elche-Archena-Typus. (1929)
- (соавтор — Herbert Kühn), Buschmannkunst. Felsmalereien aus Südafrika. Edited from the researches of Reinhard Maak. (Kurt Wolff Pantheon-Verlag für Kunstwissenschaft Florenz, Pantheon und München, 1930).
- (соавтор — Joseph Bernhart) Sinn der Geschichte. Eine Geschichtstheologie. (Herder, Freiburg i. Br. 1931).
- (соавтор — Henri Breuil) The Cave of Altamira at Santillana del Mar, Spain (Madrid, 1935).
- El Hombre fosil. (New Edition) (Colegio Universitario de Ediciones Istmo Madrid, 1985).